# Giacomo Marassi
(Risposta di Giacomo Marassi quando gli fu chiesto del suo soprannome "Catapulta".)
Giacomo Luigi Gaetano Marassi (Reggio nell'Emilia, 11 settembre 1886 – Genova, 5 maggio 1969) è stato un calciatore italiano.

## Biografia
Nato a Reggio Emilia, ma trasferitosi sin da giovane a Genova, Marassi apparteneva ad una nobile famiglia del genovesato, potendo fregiarsi del titolo di marchese.
Divenuto socio del Genoa, fu nella rosa della prima squadra dal 1906 al 1912, esclusa una breve parentesi con il club parigino del Red Star.
Era fratello di Carlo Marassi, ala delle giovanili del grifone, deceduto sul fronte durante il primo conflitto mondiale.
Marassi si spense il 5 maggio 1969 nel quartiere genovese di Molassana.

### Carriera
Soprannominato Catapulta, crebbe calcisticamente nel Genoa, giocando nella seconda squadra del club nella Seconda Categoria 1905. Il 26 febbraio gioca e segna una rete nella rotonda vittoria per 4 a 0 contro l'Andrea Doria II che permise la vittoria nelle eliminatorie liguri.
Esordì in prima squadra il 7 gennaio 1906, nella vittoria casalinga contro l'Andrea Doria.
Fu impiegato nell'amichevole inaugurale del nuovo campo sportivo di San Gottardo dell'8 dicembre 1907 contro l'equipaggio della nave britannica Canopic.
Con i rossoblu visse la maggior parte della sua carriera, tranne la stagione 1911-12 dove giocò nel Red Star, club parigino, vincendo il campionato della Ligue de football association (LFA).
Tornò nell'aprile 1912 a Genova dove giocò un'ultima partita con i grifoni, tornando l'anno seguente al Red Star, club con il quale disputò un'amichevole persa otto a zero contro il Torino l'11 maggio 1913.
Durante la sua esperienza in rossoblu disputò anche otto incontri di Palla Dapples.

## Palmarès

### Calciatore

#### Club

##### Competizioni nazionali
- Championnat de football LFA: 1

Red Star Football Club 93: 1912